# باربرا أندروود
باربرا أندروود (بالإنجليزية: Barbara D. Underwood)‏ هي محامية أمريكية، ولدت في 16 أغسطس 1944 في إيفانسفيل في الولايات المتحدة.

## وصلات خارجية
- باربرا أندروود على موقع إن إن دي بي (الإنجليزية)